# Reino de Maiorca

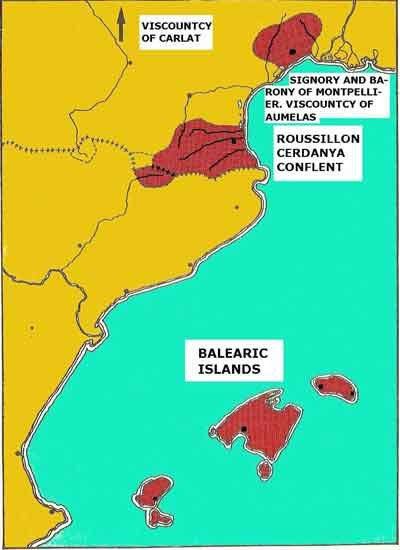
Territórios do Reino de Maiorca.

O Reino de Maiorca foi criado por Jaime I, o Conquistador em 1262 e existiu independente até 25 de outubro de 1349 quando foi incorporado pela Coroa de Aragão. A sua desaparição definitiva ocorreu em 1715 pelos Decretos da Nova Planta.
Jaime I criou o reino de Maiorca para o ceder ao seu filho Jaime, após a morte do seu primogénito, Afonso, em 1262. Esta disposição foi-se mantendo durante os sucessivos testamentos de forma que quando Jaime I morre em 1276, a Coroa de Aragão fica para o filho mais velho, Pedro (conhecido como Pedro o Grande), e o reino de Maiorca para o seguinte, Jaime, que reinaria com o nome de Jaime II. O testamento também estabelece que o rei de Maiorca seria vassalo do de Aragão.
O reino compreendia as ilhas Baleares — Maiorca, Menorca (ainda sob o poder de um soberano muçulmano ainda que tributária desde 1231), Ibiza e Formentera—. O rei também era senhor dos condados do Rossilhão e a Cerdanha e os territórios que o Conquistador conservava na Occitânia (o senhorio de Montpellier, o viscondado de Carlades, em Auvérnia, e a baronia de Omelades, contígua a Montpellier) .
A herança de Jaime era escassa e débil mas significativa: um enclave mediterrâneo estratégico e territórios entre dois grandes reinos, a França dos Capetos e a Coroa de Aragão, os quais estavam também em constante luta. Consciente da fragilidade do reino de Maiorca, Jaime I projectou a conquista da Cerdanha, para uni-la ao novo reino. Também entrou em negociações para combinar o casamento do seu filho Jaime com Beatriz da Saboia, filha do conde Amadeu de Saboia. Nenhum dos planos teve sucesso.

## Reis de Maiorca
- Jaime I de Aragão, o Conquistador (1231-1276), Rei de Aragão (1213)  e Rei de Maiorca (1262) ;
- Jaime II de Maiorca (1276-1311), filho mais novo de Jaime I;
- Sancho I de Maiorca, o Pacífico (1311-1324) ;
- Jaime III de Maiorca, o Temerário (1324-1349)  – conquista aragonesa;
- Jaime IV de Maiorca (+ em 1375)  filho de Jaime III, rei no exílio. Venerado como rei pelos insulares;
- Isabel I de Maiorca, filha de Jaime III, prosseguiu com as pretensões do irmão, Jaime IV, ao trono de Maiorca, sem sucesso.

## Desaparecimento
O desaparecimento do reino privativo de Maiorca era inevitável no contexto internacional da época, caracterizado por diferentes conflitos: guerra dos Cem Anos, entre França e Inglaterra, a guerra dos merínidas, que envolveu Castela e Aragão, bem como as tentativas de satelização das Baleares pelos genoveses. Neste contexto não era possível permanecer neutro, sobretudo porque a neutralidade requeria, em primeiro lugar, força. E este não era o caso do reino de Maiorca, o qual, ainda para mais, tinha vínculos vassaláticos com as coroas da França (através de Montpellier)  e de Aragão. Por outra parte, as tentativas de financiar os custos da manutenção da neutralidade mediante o aumento de impostos produziu reações adversas por parte dos seus súditos.